# Zbigniew Smółka
Zbigniew Smółka (ur. 12 maja 1972 we Wrocławiu) – polski piłkarz występujący na pozycji bramkarza, trener.

## Kariera piłkarska
W swojej karierze grał m.in. w Chrobrym Głogów czy Polarze Wrocław.

## Kariera trenerska
Po zakończeniu kariery został trenerem, prowadził m.in. Ruch Radzionków, Odrę Opole oraz Stal Mielec, a od czerwca 2018 do kwietnia 2019 występującą w ekstraklasie Arkę Gdynia. Z gdyńskim klubem wywalczył w 2018 Superpuchar Polski. Od 30 maja do 29 czerwca 2019 był szkoleniowcem Widzewa Łódź, którego jednak nie poprowadził w żadnym spotkaniu. Od 6 listopada 2019 do 27 lipca 2020 trener pierwszoligowej Chojniczanki Chojnice, z którą spadł na niższy szczebel.